# Rolls-Royce RB282
El Rolls-Royce RB282 es una nueva serie de motores turbofán fases desarrollado por Rolls-Royce.
La primera variante de este motor fue diseñada para aportar potencia al reactor ejecutivo de medio tamaño Dassault Future Falcon, el reemplazo del Falcon 50 EX, que se espera que entre en servicio en 2012. El motor desarrollará aproximadamente 10 000 libras de empuje.